# چوی جونگ-کون
چوی جونگ-کون (انگلیسی: Choi Jong-keun؛ زادهٔ ۱۴ فوریهٔ ۱۹۷۶) وزنه‌بردار اهل کره جنوبی بود.